# جاده‌های ابریشم: دالان زرافشان-قره‌قوم
جاده‌های ابریشم: دالان زرافشان-قره‌قوم اثر ثبت‌شده در فهرست میراث جهانی یونسکو است که بخش زرافشان-قره‌قوم از جاده باستانی ابریشم و اماکن تاریخی در طول مسیر را پوشش می‌دهد. در ۱۷ سپتامبر ۲۰۲۳، یونسکو یک امتداد ۸۸۶ کیلومتری از شبکه جاده ابریشم در آسیای مرکزی را به‌عنوان میراث جهانی مشخص کرد. این دالان کشورهای تاجیکستان، ازبکستان و ترکمنستان را در بر می‌گیرد و شامل ۳۱ سایت یا مکان تاریخی است.

## موقعیت
دالان زرافشان-قره‌قوم در آسیای مرکزی قرار دارد و از هفت منطقه جغرافیایی عبور می‌کند: منطقه مرتفع، منطقه دشت‌سر، منطقه دشتی، منطقه آبیاری مصنوعی، منطقه واحه‌ها، منطقه با پوشش درمنه-استپی و منطقه بیابانی.